# Детройт (група)
Детройт (известен още като The Band Detroit, за да не се бърка с град Детройт) е спиноф на рок групата Детройт Уийлс. Тази преработена версия на тази група е създадена от Мич Райдър като наследник на Детройт Уийлс през 1970 г. Единственият оригинален „Уийлс“ в групата е барабанистът Джони „Бий“ Баданек; други членове са китаристите Стив Хънтър и Брет Тугъл, органистът Хари Филипс и басистите У. Р. Кук и Джон Сотер. Един единствен албум е издаден от тази група, едноименен LP от 1971 г., издаден от Paramount Records (САЩ #176 през 1972 г.). Те имат хит с тяхната версия на песента на Лу Рийд „Rock & Roll“, която Рийд харесва достатъчно, за да помоли Стив Хънтър да се присъедини към неговата подгряваща група. Райдър напуска групата поради проблеми с гласа през 1972 г. и вокалистът от Детройт Ръсти Дей (бивш член на американските Amboy Dukes и Cactus) заема мястото му; без Райдър, групата се проваля и в крайна сметка се разпада през 1974 г.
Въпреки че не е толкова успешна от търговска гледна точка, ерата на Детройт на Ръсти Дай е мощна, с която трябва да се съобразяват. Той пее за Ted Nugent & The Amboy Dukes и скоро трябва да сформира Cactus. Ръсти, който е оригиналният певец, е избран преди завръщането на Мич от Мемфис и е помолен да пее с тях, тъй като Ръсти има други ангажименти. Времето на Ръсти начело изчаква. Когато той се завръща, групата е възстановена и управлявана от Джон Синклер и Пийт Андрюс. Групата обикаля навсякъде, разпространявайки „евангелието“ на детройтския рокендрол. Дай, подкрепен от скоро легендарен китарен герой, Steve Gaines (който по-късно ще създаде своя собствена група, Crawdad, и в крайна сметка ще се присъедини към Lynyrd Skynyrd); повежда групата в различна, но все още солидна рокерска посока. Този състав също така включва Бил Ходжсън на китара (бивш от Shadowfax, който скоро ще реформира групата), Тед „Т-Мел“ Смит (бивш от Spinners), Натаниел Питърсън (по-късно станал член на групата Brat Axis на Леон Милс) и Тери Емери (по-късно член на Crawdad и в крайна сметка и 38 Special). Има някои записи от тази епоха.
През 2005 г. Детройт се появява отново. Оригиналните членове У. Рон Кук (бас/вокали) и Джони „Бий“ Баданек (барабани) се събират, за да запишат нов албум за Detroit Artist Workshop Group & Woodshed Productions. Дуото привлича Стив Дансби (китара), известен китарен сайдмен в сцената на Motor City, който също е свирил с Рон Кук и Ръсти Дай във второто въплъщение на Day на „Cactus“, както и в други странични проекти. Както и Майкъл Катон, известен блус-рок пионер, който е свирил с Дансби, Рон Кук и Хари Филипс в друга група със Скот Морган през 80-те години. Този съюз започва да разпространява материал в някои от най-добрите студиа в района на Детройт; Big Sky с Джеф Майкълс, Rock City Studios с Pete Bankert (Destroy All Monsters) и Harmonie Park Studios с Brian & Mark Pastoria (Adrenalin/DC Drive).
В опит да преодолее пропастта между епохите на Мич Райдър и Ръсти Дей, както и да остане в тон с по-късните звуци на Detroit Rock & Roll; те привличат вокалите на Том Ингам (Mugzy/Weapons/Plow/Romeo Rock & More). Възприятието на Том за звука на Детройт се харесва добре на останалата част от групата. Албумът, наречен Dead Man's Hand, е издаден през 2006 г. Това независимо издание включва специални изяви на Скот Морган, Джони Спарк, Джони Аризона, Джей Би Суит.

## Дискография
| Заглавие                                                               | Лейбъл            | От   |
| ---------------------------------------------------------------------- | ----------------- | ---- |
| Detroit With Mitch Ryder Get Out The Vote                              | Total Energy      | 1997 |
| Detroit With Mitch Ryder Detroit                                       | Paramount Records | 1971 |
| Detroit Featuring Mitch Ryder – Rock 'N Roll / Box Of Old Roses        | Paramount Records | 1971 |
| It Ain't Easy                                                          | Paramount Records | 1971 |
| I Can't See Nobody / The Girl From The North Country                   | Paramount Records | 1971 |
| Detroit Featuring Mitch Ryder – Oo La La La Dee Da Doo / Gimme Shelter | Paramount Records | 1972 |